# Drosera platypoda
Drosera platypoda (лат.) — вид насекомоядных растений рода Росянка (Drosera) семейства Росянковые (Droseraceae), естественно произрастающий на территории Западной Австралии.

## Описание
Drosera platypoda — клубневая росянка, геофит с веерообразными листьями, произрастающий на южном побережье Западной Австралии. Растение формирует одиночный прямостоячий стебель высотой до 20 см, с чередующимися перевернутыми листьями, создавая общий спиральный профиль. На вершине стебля формируется соцветие из белых цветов. Drosera platypoda обитает на насыщенных песчаных почвах, часто вблизи болот или в низинах пустошей.

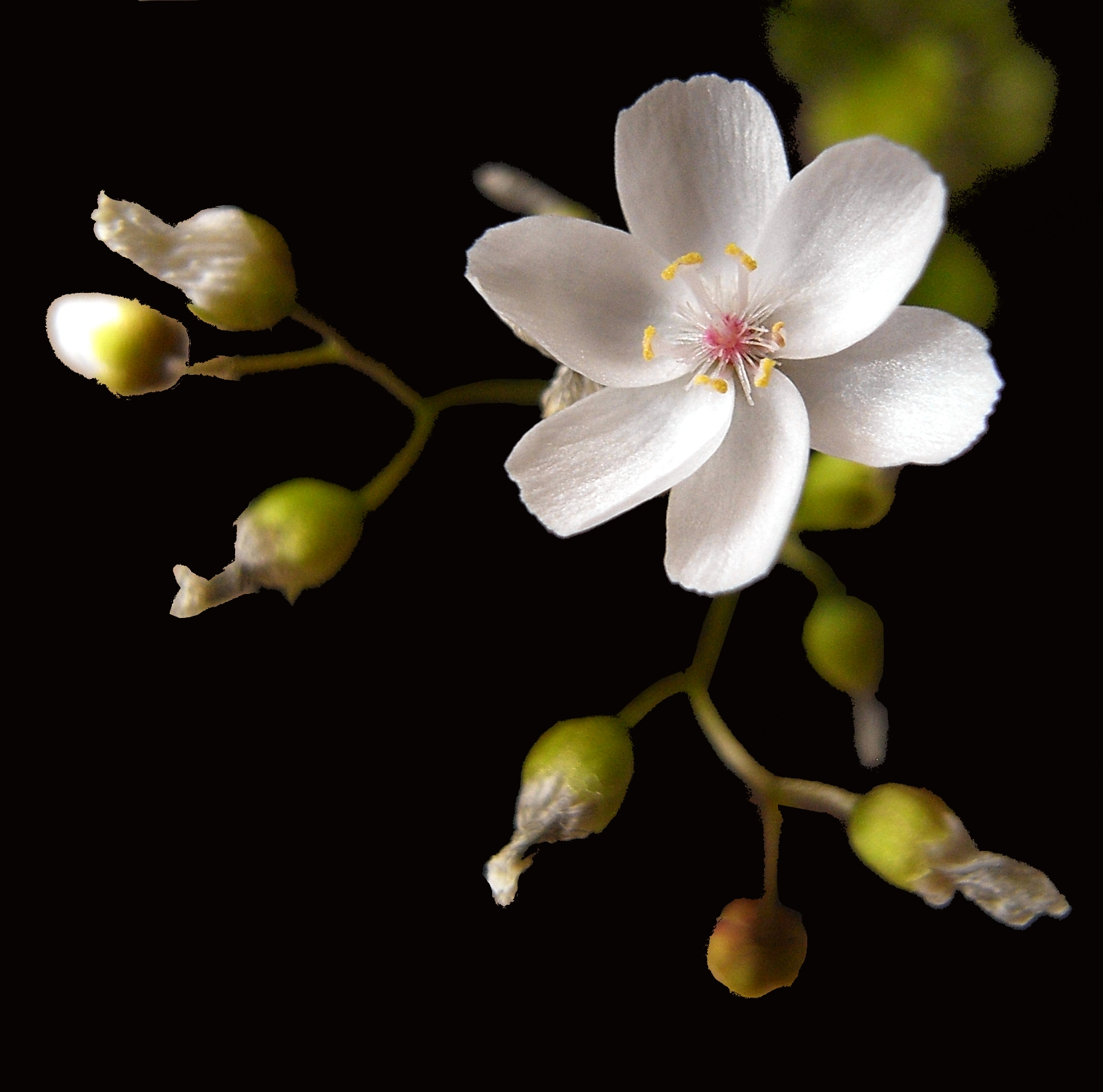
Цветок

С морфологической точки зрения прямостоячий стебель Drosera platypoda схож с Drosera porrecta, Drosera fimbriata и Drosera ramellosa. Drosera platypoda можно отличить от Drosera porrecta и Drosera fimbriata по чередующимся листьям. В отличие от Drosera ramellosa, у которого соцветие формируется непосредственно из прикорневой розетки, у Drosera platypoda соцветие образуется на конце прямостоячего стебля.

## Таксономия
Drosera platypoda Turcz., первое упоминание в Bull. Soc. Imp. Naturalistes Moscou 27(II): 343 (1854).

### Синонимы
- Sondera platypoda (Turcz.) Chrtek & Slavíková
- Drosera flabellata Benth.